# C9orf163
C9orf163 (англ. Chromosome 9 open reading frame 163) – білок, який кодується однойменним геном, розташованим у людей на 9-й хромосомі. Довжина поліпептидного ланцюга білка становить 203 амінокислот, а молекулярна маса — 22 154.
| 10         |  | 20         |  | 30         |  | 40         |  | 50         |
| ---------- |  | ---------- |  | ---------- |  | ---------- |  | ---------- |
| MPGPLTCTPA |  | WQGQGRAAAF |  | LCCSFQRAGA |  | VVGVPARWHR |  | GRLSSQQRLR |
| SSLGGSHPCP |  | QLGRRLVREG |  | VISVPRQQGR |  | RRCRESFSPA |  | DVAPGPICSA |
| NICLSGVRFL |  | TCLNRVREHV |  | VGPSPSPAAP |  | ICFFPVVEAL |  | CTLRGRRCHC |
| LPFPKRGMQR |  | WMLPLRRGAR |  | LLPLASSKNP |  | RARSPGLDPL |  | GSSETLWSHR |
| GGH        |  |            |  |            |  |            |  |            |

A: Аланін

C: Цистеїн

D: Аспарагінова кислота

E: Глутамінова кислота

F: Фенілаланін

G: Гліцин

H: Гістидин

I: Ізолейцин

K: Лізин

L: Лейцин

M: Метіонін

N: Аспарагін

P: Пролін

Q: Глутамін

R: Аргінін

S: Серин

T: Треонін

V: Валін